# رستي همفريز
رستي همفريز (بالإنجليزية: Rusty Humphries)‏ هو مقدم برامج إذاعية أمريكي، ولد في 29 أغسطس 1965.

## وصلات خارجية
- رستي همفريز على موقع ميوزك برينز (الإنجليزية)